# Sedlo Latiborskej hole
Sedlo Latiborskej hole (język polski: Przełęcz Hali Latiborskiej,1540 m) – przełęcz w głównym grzbiecie Niżnych Tatrach na Słowacji. Znajduje się pomiędzy szczytami Latiborská hoľa (1643 m) i  Zámostská hoľa (1612 m), na terenie Parku Narodowego Niżne Tatry. Stoki północne opadają do Doliny Lupczańskiej (Ľupčianska dolina), południowe Doliny Jaseniańskiej (Jasenianská dolina). 
Rejon przełęczy jest trawiasty. Wielkie hale ciągną się tutaj kilometrami na całym grzbiecie Niżnych Tatr. Nie jest to jednak naturalne piętro halne, trawiaste stoki powstały w wyniku wypalenia lub wyrąbania lasu na potrzeby pasterstwa, które miało tutaj kilkusetletnią historię. Dzięki otwartym terenom rozciągaja się z przełęczy szerokie panoramy widokowe.

## Turystyka
Przez szczyt, wzdłuż głównego grzbietu niżnotatrzańskiego, biegnie czerwono znakowany, dalekobieżny szlak turystyczny, tzw. Cesta hrdinov SNP. Na przełęczy dołącza do niego niebieski szlak z osady Magurka.
  odcinek: Donovaly – Kečka – Hadliarka – sedlo Hadlanka – Kozí chrbát – Hiadeľské sedlo – Prašivá – Malá Chochuľa – Veľká Chochuľa – Košarisko – Skalka – sedlo pod Skalkou – Veľká hoľa – Latiborská hoľa – sedlo Latiborskej hole – Zámostská hoľa – sedlo Zámostskej hole – Ďurková – Malý Chabenec – Chabenec
  Magurka –  Sedlo Latiborskej hole. Czas przejścia: 2.10 h, 1.30 h

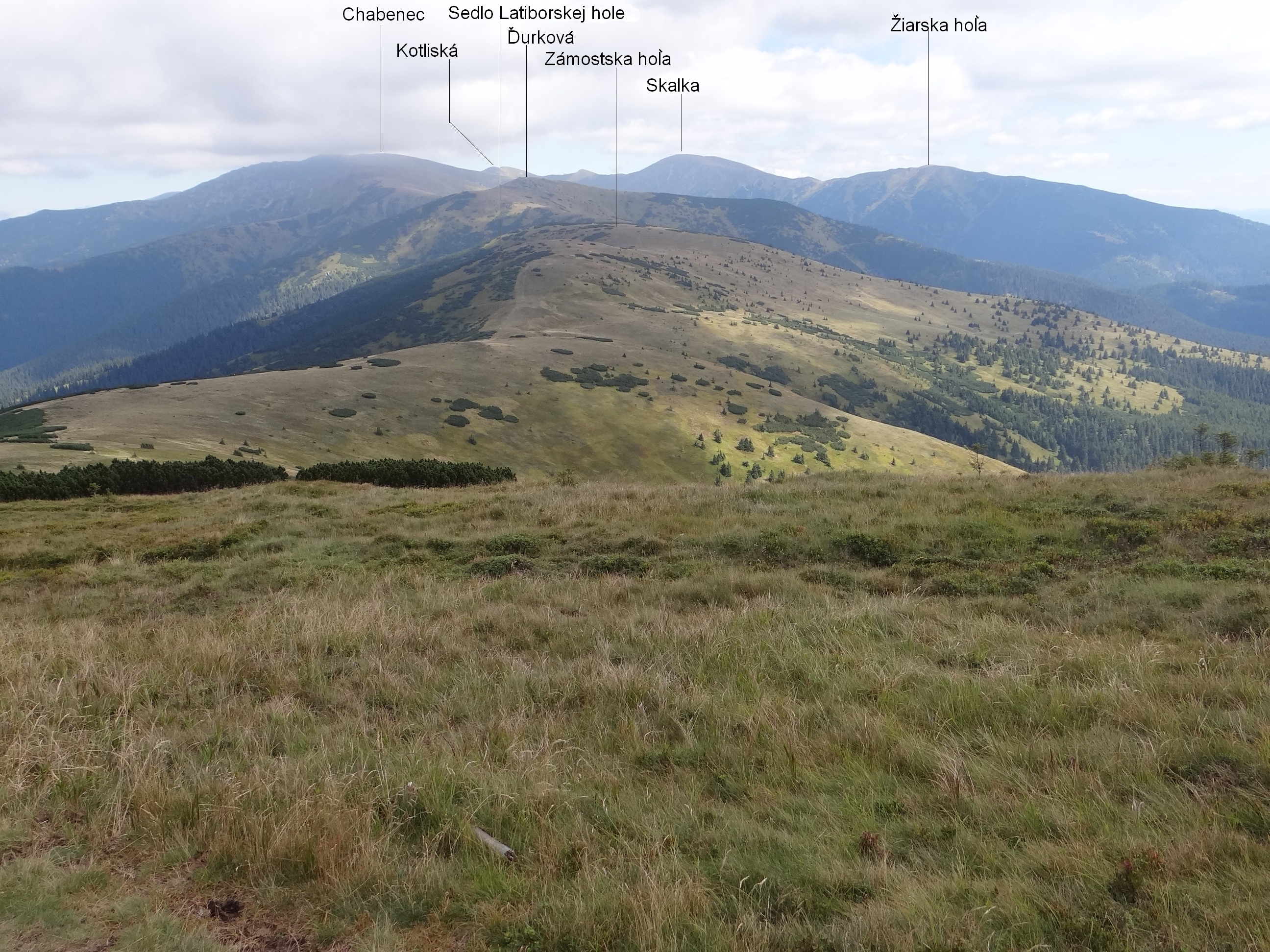
Widok z Latiborskiej Hali na wschód